# Grünliberale Partei
Die Grünliberale Partei Schweiz (GLP; französisch Parti vert’libéral Suisse, PVL; italienisch Partito Verde Liberale svizzero, PVL; rätoromanisch Partida Verda-Liberalaⓘ, PVL) ist eine politische Partei in der Schweiz. Sie will eine liberale Wirtschafts- und Gesellschaftspolitik mit einer nachhaltigen Umweltpolitik verbinden. Die Partei ist seit den Schweizer Parlamentswahlen 2023 mit 10 Sitzen im Nationalrat vertreten und hält Sitze in 20 kantonalen Parlamenten. Im Januar 2025 wechselte der ehemalige FDP-Nationalrat Matthias Jauslin zur GLP, wodurch die GLP neu 11 Nationalratssitze stellt. 

## Geschichte

### Grünliberale Partei Kanton Zürich
Die Grünliberale Partei Kanton Zürich entstand 2004 als Abspaltung von den Grünen im Kanton Zürich, als Balthasar Glättli an Stelle von Martin Bäumle zum Präsidenten der Zürcher Grünen Partei gewählt wurde. Innerhalb eines Jahres traten knapp 300 Mitglieder der neuen Partei bei.
Die Grünliberalen waren anfangs mit Martin Bäumle im Nationalrat und bis Mai 2007 mit Verena Diener im Zürcher Regierungsrat vertreten. Beide waren ursprünglich nicht als Mitglieder der Partei gewählt, sondern traten von den Grünen über.
Anfang 2006 traten die Grünliberalen erstmals in einigen Gemeinden mit eigenen Listen zu den Wahlen an. In den Städten Winterthur, Uster und Opfikon konnten sie mit je zwei Sitzen in das Gemeindeparlament einziehen, in der Stadt Zürich scheiterten sie dagegen an der 5-Prozent-Hürde (die Regel, wonach eine Partei in mindestens einem Wahlkreis mindestens 5 % der Stimmen erhalten muss; siehe Ergebnisse der Kommunalwahlen in Zürich).
Bei den Kantonsratswahlen am 15. April 2007 konnte die GLP einen Wahlerfolg erzielen und holte auf Anhieb zehn Sitze (von insgesamt 180). In der Folge wurde auch in anderen Kantonen die Gründung einer grünliberalen Partei angestrebt.
Nach der Gründung der nationalen Partei konnten die Grünliberalen im Kanton Zürich weitere Wahlsiege verbuchen. Bei den Gemeinderatswahlen am 7. März 2010 konnten sie ins Zürcher Stadtparlament einziehen und wurden in den anderen Gemeindeparlamenten deutlich gestärkt. Bei den Zürcher Kantonsratswahlen vom 3. April 2011 erreichten sie 10,3 % Stimmenanteil und 19 Sitze (+9); bei den Kantonsratswahlen vom 12. April 2015 erreichten sie 7,64 % Stimmenanteil und 14 Sitze. 2018 wurde mit Andreas Hauri der erste grünliberale Stadtrat von Zürich gewählt.

### Nationale Partei
| Wahl | Wähleranteil | Nationalrat | Ständerat |
| ---- | ------------ | ----------- | --------- |
| 2007 | 1,4 %        | 3/200       | 1/46      |
| 2011 | 5,4 %        | 12/200      | 1/46      |
| 2015 | 4,6 %        | 7/200       | 0/46      |
| 2019 | 7,8 %        | 16/200      | 0/46      |
| 2023 | 7,6 %        | 10/200      | 1/46      |

Die Grünliberalen der Kantone Zürich und St. Gallen gründeten am 20. Juli 2007 offiziell eine nationale Partei. Die beiden Kantonalsektionen beteiligten sich an den Schweizer Parlamentswahlen 2007. Bei den Nationalratswahlen gewann die GLP 1,4 % der Stimmen und drei Nationalratssitze im Kanton Zürich. Die frühere Zürcher Regierungsrätin Verena Diener wurde zudem im zweiten Wahlgang in den Ständerat gewählt.
Für die 48. Legislaturperiode schloss sich die GLP mit CVP und EVP des Nationalrates in einer gemeinsamen Fraktion zusammen.
Nach Gründung der nationalen Partei wurden in den beiden folgenden Jahren in den meisten Deutschschweizer Kantonen Sektionen gegründet; im Jahr 2010 schliesslich auch in den französischsprachigen Kantonen Genf und Waadt. Die Grünliberalen traten zwischen 2007 und 2008 bei verschiedenen kantonalen Wahlen in der Deutschschweiz an und konnten dabei jeweils zwischen einem und sechs Sitzen in den Kantonsparlamenten gewinnen. Weitere Kantonsparlamentarier gewann die GLP durch Übertritte aus anderen Parteien. Zudem hielten die Grünliberalen auch ausserhalb des Kantons Zürich in kommunalen Behörden Einzug.
Nachdem der zuvor parteilose Urner Regierungsrat Markus Stadler am 20. Mai 2010 in den Ständerat gewählt worden war, entschied er sich, der GLP beizutreten, die in Uri zu diesem Zeitpunkt keine kantonale Sektion hatte. Die GLP verfügte damit über zwei Ständeräte.
Aus den Schweizer Parlamentswahlen 2011 ging die Grünliberale Partei gestärkt hervor. Sie erreichte bei den Nationalratswahlen 5,4 % der Stimmen und 12 Sitze, damit gewann sie neun Sitze hinzu. Erstmals konnte eine eigene Grünliberale Fraktion der Bundesversammlung gebildet werden. Die beiden Ständeräte wurden wiedergewählt. Die Schweizer Parlamentswahlen 2015 brachten hingegen bei den Nationalratswahlen einen Rückgang auf 4,6 % der Stimmen und – nicht zuletzt wegen fehlender Listenverbindungen – nur noch 7 Sitze. Die beiden Sitze im Ständerat konnten nach dem Rücktritt von Verena Diener und Markus Stadler nicht mehr von der GLP besetzt werden. Bei den Wahlen von 2019 legten die Grünliberalen wieder zu: Sie gewannen bei einem Wähleranteil von 7,8 % 16 Nationalratssitze, blieben jedoch weiterhin ohne Ständerat. Bei den Wahlen von 2023 erreichten sie mit 7,6 % ein ähnliches Resultat, büssten mit nur noch 10 Sitzen jedoch wegen Proporzpech sechs Sitze ein. Dagegen gewannen sie mit Tiana Angelina Moser (Zürich) erstmals nach acht Jahren wieder einen Ständeratssitz; sie setzte sich im 2. Wahlgang gegen Gregor Rutz (SVP) durch. 
Im Dezember 2023 hat die Bundesversammlung den Grünliberalen Viktor Rossi zum Bundeskanzler gewählt.

#### Amtierende Nationalräte
| Name              | Kanton      | im Amt seit | Bemerkungen                                           |
| ----------------- | ----------- | ----------- | ----------------------------------------------------- |
| Martin Bäumle     | Zürich      | 01.12.2003  | als Mitglied der Grünen in den Rat gewählt            |
| Kathrin Bertschy  | Bern        | 05.12.2011  |                                                       |
| Katja Christ      | Basel-Stadt | 01.12.2019  |                                                       |
| Beat Flach        | Aargau      | 05.12.2011  |                                                       |
| Corina Gredig     | Zürich      | 02.12.2019  |                                                       |
| Jürg Grossen      | Bern        | 05.12.2011  |                                                       |
| Patrick Hässig    | Zürich      | 04.12.2023  |                                                       |
| Melanie Mettler   | Bern        | 02.12.2019  |                                                       |
| Barbara Schaffner | Zürich      | 02.12.2019  |                                                       |
| Céline Weber      | Waadt       | 29.11.2021  | ersetzte die zurückgetretene Isabelle Chevalley       |
| Matthias Jauslin  | Aargau      | 30.11.2015  | als Mitglied der FDP.Die Liberalen in den Rat gewählt |

#### Amtierende Ständeräte
| Name                 | Kanton | im Amt seit | Bemerkungen |
| -------------------- | ------ | ----------- | ----------- |
| Tiana Angelina Moser | Zürich | 19.11.2022  |             |

## Politische Einordnung
Die Grünliberalen sehen sich als Partei der politischen Mitte und stehen damit nicht links wie die Grüne Partei der Schweiz. Sie wollen eine liberale Wirtschafts- und Gesellschaftspolitik konsequent mit einer nachhaltigen Umweltpolitik verbinden. Differenzen zur Grünen Partei bestehen insbesondere in wirtschafts-, sozial- und finanzpolitischen Fragen. Die Partei versucht, die Wirtschaft mit der Umwelt zu vereinen.

## Organisation
Die Grünliberale Partei Schweiz besteht seit April 2022 aus 25 Kantonalparteien, die alle 26 Kantone abdecken. Für die Kantone Appenzell Innerrhoden und Appenzell Ausserrhoden ist die gemeinsame Sektion Grünliberale Appenzellerland zuständig. Die Kantonalparteien sind die Mitglieder der nationalen Partei. Für Einzelpersonen aus Kantonen ohne Kantonalpartei besteht zudem die Möglichkeit einer direkten Mitgliedschaft.

### Delegiertenversammlung
Das oberste Organ der Partei ist die Delegiertenversammlung. Sie setzt sich zusammen aus den Delegierten der Kantonalparteien, wobei jede Kantonalpartei Anspruch auf vier Delegierte hat. Dazu kommen weitere Delegierte abhängig vom Wahlerfolg der jeweiligen Sektion. Weiter sind die National-, Stände- und Regierungsräte der Partei und die Mitglieder des nationalen Vorstandes stimmberechtigte Delegierte. Ehemalige Mitglieder der Bundeshausfraktion sind ebenfalls Delegierte. In der Regel finden vier Delegiertenversammlungen pro Jahr statt.

### Vorstand
Der Vorstand ist das strategische Organ der Partei. Der Präsident oder die Präsidentin einer Kantonalpartei ist von Amtes wegen Mitglied im Vorstand. Den Netzwerken (Frauen, GayLP, Junge Grünliberale) steht ebenfalls je ein Sitz im Vorstand zu. Für jedes Vorstandsmitglied kann ein Stellvertreter oder eine Stellvertreterin gewählt werden. Die Vorstandsmitglieder werden von der Delegiertenversammlung auf zwei Jahre gewählt. Ebenfalls und von Amtes wegen Mitglied des Vorstandes sind Partei- und Fraktionspräsidium sowie beratend der Generalsekretär bzw. die Generalsekretärin.

### Geschäftsleitung
Die Geschäftsleitung vertritt die Partei gegen aussen und führt die laufenden Geschäfte. Sie setzt sich zusammen aus dem Partei- und Fraktionspräsidium sowie (mit beratender Stimme) der Generalsekretärin bzw. dem Generalsekretär.

### Junge Grünliberale
2016 gründeten die Grünliberalen eine eigene Jungpartei, nachdem bereits zuvor bei Wahlen Listen von Jungen Grünliberalen aufgestellt worden waren.

### Thinktank glp lab
2016 gründeten GLP-Mitglieder um Kathrin Bertschy den Thinktank glp lab, der sich als «Politlabor für grüne, liberale und progressive» Ideen versteht. Das glp lab wird von Corina Liebi geleitet.

## Wahlergebnisse

Parteistärke der Grünliberalen bei den Nationalratswahlen 2019

| Jahr | National- rat | Kantonsparlamente | Kantonsparlamente | Kantonsparlamente | Kantonsparlamente | Kantonsparlamente | Kantonsparlamente | Kantonsparlamente | Kantonsparlamente | Kantonsparlamente | Kantonsparlamente | Kantonsparlamente | Kantonsparlamente | Kantonsparlamente | Kantonsparlamente | Kantonsparlamente | Kantonsparlamente | Kantonsparlamente | Kantonsparlamente | Kantonsparlamente | Kantonsparlamente | Kantonsparlamente | Kantonsparlamente | Kantonsparlamente | Kantonsparlamente | Kantonsparlamente | Kantonsparlamente |
| Jahr | National- rat | ZH                | BE                | LU                | UR                | SZ                | OW                | NW                | GL                | ZG                | FR                | SO                | BS                | BL                | SH                | AR                | AI                | SG                | GR                | AG                | TG                | TI                | VD                | VS                | NE                | GE                | JU                |
| --- | ------------- | ----------------- | ----------------- | ----------------- | ----------------- | ----------------- | ----------------- | ----------------- | ----------------- | ----------------- | ----------------- | ----------------- | ----------------- | ----------------- | ----------------- | ----------------- | ----------------- | ----------------- | ----------------- | ----------------- | ----------------- | ----------------- | ----------------- | ----------------- | ----------------- | ----------------- | ----------------- |
| 2007 | 1,4           | 5,8               |                   | n. a.             |                   |                   |                   |                   |                   |                   |                   |                   |                   | n. a.             |                   | *                 | *                 |                   |                   |                   |                   | n. a.             | n. a.             |                   |                   |                   |                   |
| 2008 |               |                   |                   |                   | n. a.             | n. a.             |                   |                   |                   |                   |                   |                   | 5,1               |                   | n. a.             |                   |                   | 2,4               |                   |                   | 2,0               |                   |                   |                   |                   |                   |                   |
| 2009 |               |                   |                   |                   |                   |                   |                   |                   |                   |                   |                   | 3,7               |                   |                   |                   |                   |                   |                   |                   | 3,5               |                   |                   |                   | n. a.             | n. a.             | n. a.             |                   |
| 2010 |               |                   | 4,1               |                   |                   |                   | n. a.             | n. a.             | n. a.             | 3,9               |                   |                   |                   |                   |                   |                   |                   |                   | *                 |                   |                   |                   |                   |                   |                   |                   | n. a.             |
| 2011 | 5,4           | 10,3              |                   | 5,9               |                   |                   |                   |                   |                   |                   | 3,6               |                   |                   | 4,5               |                   | n. a.             | *                 |                   |                   |                   |                   | n. a.             |                   |                   |                   |                   |                   |
| 2012 |               |                   |                   |                   | n. a.             | n. a.             |                   |                   |                   |                   |                   |                   | 5,0               |                   | n. a.             |                   |                   | 5,0               |                   | 5,5               | 5,9               |                   | 4,4               |                   |                   |                   |                   |
| 2013 |               |                   |                   |                   |                   |                   |                   |                   |                   |                   |                   | 5,3               |                   |                   |                   |                   |                   |                   |                   |                   |                   |                   |                   | n. a.             | 4,8               | 3,1               |                   |
| 2014 |               |                   | 6,7               |                   |                   |                   | n. a.             | n. a.             | 3,9               | 5,0               |                   |                   |                   |                   |                   |                   |                   |                   | *                 |                   |                   |                   |                   |                   |                   |                   |                   |
| 2015 | 4,6           | 7,6               |                   | 4,3               |                   |                   |                   |                   |                   |                   |                   |                   |                   | 4,4               |                   | n. a.             | *                 |                   |                   |                   |                   | 0,4               |                   |                   |                   |                   | n. a.             |
| 2016 |               |                   |                   |                   | n. a.             | 2,5               |                   |                   |                   |                   | 2,5               |                   | 4,3               |                   | 5,7               |                   |                   | 3,9               |                   | 5,3               | 5,2               |                   |                   |                   |                   |                   |                   |
| 2017 |               |                   |                   |                   |                   |                   |                   |                   |                   |                   |                   | 4,2               |                   |                   |                   |                   |                   |                   |                   |                   |                   |                   | 4,8               | n. a.             | 4,4               |                   |                   |
| 2018 |               |                   | 6,9               |                   |                   |                   | n. a.             | n. a.             | 6,0               | 5,3               |                   |                   |                   |                   |                   |                   |                   |                   | *                 |                   |                   |                   |                   |                   |                   | 1,6               |                   |
| 2019 | 7,8           | 12,9              |                   | 6,5               |                   |                   |                   |                   |                   |                   |                   |                   |                   | 5,0               |                   | n. a.             | *                 |                   |                   |                   |                   | 1,0               |                   |                   |                   |                   |                   |
| 2020 |               |                   |                   |                   | n. a.             | 5,8               |                   |                   |                   |                   |                   |                   | 7,8               |                   | 8,6               |                   |                   | 6,2               |                   | 9,2               | 7,6               |                   |                   |                   |                   |                   | 4,5               |
| 2021 |               |                   |                   |                   |                   |                   |                   |                   |                   |                   | 4,2               | 7,0               |                   |                   |                   |                   |                   |                   |                   |                   |                   |                   |                   | 0,9               | 8,2               |                   |                   |
| 2022 |               |                   | 9,8               |                   |                   |                   | 5,9               | 8,0               | 6,6               | 7,5               |                   |                   |                   |                   |                   |                   |                   |                   | 6,1               |                   |                   |                   | 8,3               |                   |                   |                   |                   |
| 2023 | 7,6           | 12,8              |                   | 7,2               |                   |                   |                   |                   |                   |                   |                   |                   |                   | 8,4               |                   | 5,7               | *                 |                   |                   |                   |                   | 1,6               |                   |                   |                   | 6,6               |                   |
| 2024 |               |                   |                   |                   | 8,6               | 4,7               |                   |                   |                   |                   |                   |                   | 6,8               |                   | 7,3               |                   |                   | 6,5               |                   | 8,2               | 6,4               |                   |                   |                   |                   |                   |                   |
| 2025 |               |                   |                   |                   |                   |                   |                   |                   |                   |                   |                   | …                 |                   |                   |                   |                   |                   |                   |                   |                   |                   |                   |                   | …                 | …                 |                   | …                 |
| Legende: * – Landsgemeinde oder Majorzwahlen/Gemeindeversammlungen in mehreren/allen Wahlkreisen; … – zuk. Wahlen im laufenden Jahr; kursiv – Einzug ins Parlament verpasst; n. a. – nicht angetreten; Wahlergebnisse in Prozent; Quelle: |               |                   |                   |                   |                   |                   |                   |                   |                   |                   |                   |                   |                   |                   |                   |                   |                   |                   |                   |                   |                   |                   |                   |                   |                   |                   |                   |